# Crash & Bernstein
Crash & Bernstein este o comedie televizată live action cu păpuși care a avut premiera originală pe 8 octombrie 2012 pe Disney XD și în România pe 6 septembrie 2014 Creat de Eric Friedman, serialul se concentrează pe povestea unui băiat de 12 ani, și cele 3 surori ale acestuia, acesta dorindu-și un frate. Dorința se împlinește când Crash, o marionetă prinde viață. Producția seriei a avut ca stadiu incipient luna mai 2012.Pe 15 aprilie 2013, serialul a fost reînnoit pentru un al doilea sezon care a avut premiera pe 7 octombrie 2013 și în România la 28 septembrie 2015.